# 6LoWPAN
6LoWPAN( IPv6 over Low power Wireless Personal Area Networks ):  IPv6 trên mạng khu vực cá nhân không dây năng lượng thấp, khái niệm ban đầu của 6LoWPAN bắt nguồn từ ý tưởng: "Giao thức mạng có thể và nên được áp dụng vào ngay cả những thiết bị nhỏ nhất " và vì vậy các thiết bị năng lượng thấp với năng lực xử lý hạn chế nên có thể được tham gia vào các hệ thống IOT.